# ژنتیک‌باستان‌شناسی
ژنتیک‌باستان‌شناسی (به انگلیسی: Archaeogenetics)، مطالعه دی‌ان‌ای باستانی با استفاده از روش‌های مختلف ژنتیکی مولکولی و منابع دی‌ان‌ای است. این شکل از تجزیه و تحلیل ژنتیکی را می‌توان برای نمونه‌های انسانی، جانوری و گیاهی اعمال کرد. دی‌ان‌ای باستانی را می‌توان از نمونه‌های فسیل‌شده مختلف از جمله استخوان، پوسته تخم مرغ و بافت‌های مصنوعی نگهداری‌شده در نمونه‌های انسانی و جانوری استخراج کرد. در گیاهان، دی‌ان‌ای باستانی را می‌توان از دانه‌ها و بافت‌ها استخراج کرد. باستان‌شناسی شواهد ژنتیکی از مهاجرت گروه‌های جمعیتی باستانی، رویدادهای اهلی‌سازی، و تکامل گیاهان و جانوران را در اختیار ما قرار می‌دهد. دی‌ان‌ای باستانی که با دی‌ان‌ای جمعیت‌های ژنتیکی نسبی مدرن ارجاع داده می‌شود، به پژوهشگران اجازه می‌دهد تا مطالعات مقایسه‌ای را انجام دهند که تجزیه‌وتحلیل کامل‌تری را در زمانی که دی‌ان‌ای باستانی به خطر می‌افتد، انجام دهند.